# Claudia Bokel
Claudia Bokel (ur. 30 sierpnia 1973 w Ter Apel) – niemiecka szpadzistka. Srebrna medalistka olimpijska, wielokrotna medalistka mistrzostw świata i Europy.
Podczas igrzysk olimpijskich w Atlancie w 1996 roku zajęła siódme miejsce w zawodach drużynowych i dziewiąte w indywidualnych. Na rozgrywanych cztery lata później igrzyskach olimpijskich w Sydney była odpowiednio szósta i ósma. Brała też udział w igrzyskach olimpijskich w Atenach w 2004 roku, gdzie razem z Imke Duplitzer i Brittą Heidemann zdobyła srebrny medal w turnieju drużynowym. Indywidualnie zajęła tym razem dwunaste miejsce.
Na mistrzostwach świata w Essen w 1993 roku razem z Katją Nass, Evą-Marią Ittner, Hedwig Funkenhauser i Imke Duplitzer wywalczyła srebrny medal w rywalizacji drużynowej. W tej samej konkurencji zdobywała następnie srebrne medale na mistrzostwach świata w Kapsztadzie (1997) i mistrzostwach świata w Hawanie (2003) oraz brązowe podczas mistrzostw świata w Seulu (1999), mistrzostw świata w Lipsku (2005), mistrzostw świata w Turynie (2006) i mistrzostw świata w Petersburgu (2007). Ponadto zwyciężyła indywidualnie na mistrzostwach świata w Nîmes w 2001 roku, pokonując w finale Francuzkę Laurę Flessel-Colovic. 
Kilkukrotnie zdobywała również medale mistrzostw Europy, w tym złoty drużynowo na mistrzostwach Europy w Płowdiwie (1998) i indywidualnie na mistrzostwach Europy w Izmirze (2006). Zdobyła też cztery brązowe medale: indywidualnie w 1995, 1998, 1999 oraz w drużynie w 2006.
W latach 2008-2016 była członkiem Komisji Zawodniczej MKOl.